# Luben Spassov Angelov
Pour les articles homonymes, voir Angelov.
Luben Spassov Angelov, né le 1er décembre 1949, est un ancien arbitre bulgare de football.

## Carrière
Il a officié dans une compétition majeure : 
- JO 1992 (1 match)